# Tournoi d'ouverture du championnat du Paraguay de football 2020
Navigation
Tournoi précédent Tournoi suivant
Le tournoi d'ouverture de la saison 2020 du Championnat du Paraguay de football est le premier tournoi semestriel de la cent-vingt-deuxième saison du championnat de première division au Paraguay. La saison est scindée en deux tournois saisonniers qui délivrent chacun un titre de champion. Les douze clubs participants sont réunis au sein d'une poule unique où ils affrontent leurs adversaires deux fois, à domicile et à l'extérieur. À l’issue du tournoi, un classement cumulé des trois dernières années permet de déterminer les deux clubs relégués en deuxième division.
C'est le Cerro Porteño qui remporte le tournoi après avoir terminé en tête du classement final. C'est le trente-troisième titre de champion du Paraguay de l'histoire du club.

## Déroulement de la saison
Le 13 mars 2020 après la 8e journée, la fédération paraguayenne de football suspend le championnat à cause de la pandémie de Covid-19. La compétition reprend le 21 juillet 2020. Après la reprise, Cerro Porteño remporte les 11 premiers matchs consécutivement et établit un record dans le football paraguayen.

## Qualifications continentales
Le vainqueur du tournoi d'ouverture est qualifié pour la Copa Libertadores 2021.

## Les clubs participants
- Club Olimpia
- Cerro Porteño
- Club Libertad
- Club Guaraní
- Club Sportivo Luqueño
- Club River Plate
- Club Sportivo San Lorenzo
- 12 de Octubre FC - Promu de División Intermedia
- Club Sol de América
- Club Nacional
- Club General Díaz
- Guaireña Fútbol Club - Promu de División Intermedia

## Compétition
Le barème utilisé pour établir le classement est le suivant :
- Victoire : 3 points
- Match nul : 1 point
- Défaite : 0 point

### Classement
| Rang | Équipe                    | Pts | J  | G  | N  | P  | Bp | Bc | Diff |
| ---- | ------------------------- | --- | -- | -- | -- | -- | -- | -- | ---- |
| 1    | Cerro Porteño             | 50  | 22 | 15 | 5  | 2  | 37 | 14 | +23  |
| 2    | Club OlimpiaT             | 45  | 22 | 13 | 6  | 3  | 54 | 20 | +34  |
| 3    | Club Libertad             | 44  | 22 | 13 | 5  | 4  | 43 | 23 | +20  |
| 4    | Club Guaraní              | 41  | 22 | 11 | 8  | 3  | 30 | 16 | +14  |
| 5    | Club River Plate          | 29  | 22 | 8  | 5  | 9  | 23 | 30 | -7   |
| 6    | Guaireña Fútbol ClubP     | 27  | 22 | 6  | 9  | 7  | 30 | 29 | +1   |
| 7    | Club Nacional             | 25  | 22 | 6  | 7  | 9  | 22 | 22 | 0    |
| 8    | Club Sportivo Luqueño     | 25  | 22 | 6  | 7  | 9  | 22 | 32 | -10  |
| 9    | 12 de Octubre FCP         | 21  | 22 | 5  | 6  | 11 | 23 | 39 | -16  |
| 10   | Club Sol de América       | 19  | 22 | 4  | 7  | 11 | 23 | 40 | -17  |
| 11   | Club Sportivo San Lorenzo | 16  | 22 | 2  | 10 | 10 | 19 | 37 | -18  |
| 12   | Club General Díaz         | 14  | 22 | 3  | 5  | 14 | 22 | 46 | -24  |

|  | Qualification pour la Copa Libertadores 2021         |
|  | T : Tenant du titre P : Promu de División Intermedia |